# تنقيب واستصلاح مقالب النفايات
تنقيب واستصلاح مقالب النفايات  (LFMR) هي عملية يتم بموجبها استخراج النفايات الصلبة 
التي تم دفنها في مقلب قمامة في السابق ومعالجتها. وتتمثل وظيفة تنقيب مقالب النفايات في تقليل مقدار كتلة مقلب النفايات التي تم تغليفها داخل مقلب النفايات المغلق و/أو إزالة المواد الخطرة مؤقتًا للسماح باتخاذ إجراءات وقائية قبل استبدال كتلة مقلب النفايات. وفي إطار هذه العملية، يتم استرداد مواد قيمة قابلة لإعادة التدوير وقطع قابلة للاحتراق وتربة ومساحة مقلب النفايات. وتُعد تهوية تربة مقلب النفايات إحدى الفوائد الثانوية بالنسبة للاستخدام المستقبلي للمقلب. وتُعتبر القطع القابلة للاحتراق مفيدة لتوليد الطاقة. والمظهر العام لإجراء تنقيب مقلب النفايات هو عبارة عن سلسلة من آلات المعالجة الموضوعة في نظام ناقل نشط. ويتمثل مبدأ التشغيل في استخراج مواد مقلب النفايات وفرزها وتصنيفها.
تم تقديم مفهوم تنقيب مقلب النفايات في أوائل عام 1953 في مقلب نفايات هيرية، الذي كان يتم تشغيله من قِبل سلطة إقليم دان بالقرب من مدينة تل أبيب، إسرائيل. تحتوي النفايات على الكثير من الموارد عالية القيمة، ولعل أبرز هذه الموارد المعادن غير الحديدة مثل علب الألومنيوم والمعادن الخردة. وتركيز الألومنيوم في الكثير من مواقع دفن النفايات يكون أعلى من تركيزه في صخر البوكسيت الذي يُشتق منه المعدن.

## التطبيقات العملية
إن تنقيب مقالب النفايات ممكن أيضًا في البلدان التي لا تتوفر فيها أراضٍ لعمل مواقع جديدة لمقالب النفايات. وفي هذه الحالة، يمكن استصلاح مساحة مقلب النفايات عن طريق استخراج النفايات بيولوجية التحلل وغيرها من المواد الأخرى، ثم إعادة ملئه بالنفايات المراد التخلص منها.
ويُعتبر تنقيب مواقع مقالب النفايات الخاصة بالبناء أبسط شكل من أشكال تنقيب مقالب النفايات. وتحتوي مقالب النفايات الخاصة بالبناء على ثلاثة مكونات أساسية، وهي الأخشاب والخردة والمعادن والجبس، أو حائط الجبس، جنبًا إلى جنب مع كمية ضئيلة من مواد الإنشاء الأخرى. ويمكن استخدام الأخشاب التي يتم جمعها من الموقع كوقود في محطات توليد الطاقة باستخدام حرق الفحم وتُعاد معالجة معادن الخردة.
ويُعتبر تنقيب مقالب النفايات البلدية أكثر تعقيدًا وأكثر خطورة ويجب أن يتم عمل دراسات بيئية متكاملة قبل البدء فى التنفيذ، ويجب أن يقوم على المحتوى المتوقع لمقلب النفايات. وكان يتم عادة تغطية مقالب النفايات، في الولايات المتحدة قبل عام 1994، وغلقها بحيث يتم دفن النفايات بشكل أساسي. وهذه الطريقة يمكن أن تكون مفيدة لاستعادة النفايات الغير عضوية . ويمكن أيضًا أن تحدث مخاطر أكبر جراء انكشاف النفايات السامة والراشح، حيث إن مقلب النفايات لم يعالج النفايات بشكل كامل. وتتمتع عملية تنقيب مقالب نفايات المفاعلات البيولوجية ومقالب النفايات الصحية الحديثة، التي تم إنشاؤها بشكل صحيح، بفوائد خاصة. ويمكن استخلاص النفايات بيولوجية التحلل على نحو أكثر سهولة ولكن لا يتم استخدامها كسماد للتربة نظراً لخطورتها السامة العالية ولكن يمكن إعادة استخدامها كتربة تغطية لتغطية المخلفات بالمدافن الصحية، في مكان يمكن الوصول إليها من خلاله بسهولة. إن وجود هذه المواد من حيث إعادة التدوير وإعادة المعالجة ليست بنفس جودة المواد المعاد تدويرها في البداية، ومع ذلك يتم استثناء مواد مثل الألومنيوم والصلب من هذا، كما أن الاعتقاد الشائع بإمكانية استخلاص المواد الصلبة التي يمكن استخدامها كوقود بديل RDF فهذا يسبب خسائر اقتصادية نظراً لأن الكمية التي من المتوقع أن يتم استخراجها لن تغطي تكاليف التشغيل والاستثمار بالإضافة إلى النوعية الغير جيدة للمواد المستخرجة. 
يُعتبر تنقيب مقالب النفايات أكثر فائدة عندما يكون كوسيلة لعلاج مقالب النفايات الخطرة. ومقالب النفايات التي تم إنشاؤها قبل إرساء تكنولوجيا بطانة مقالب النفايات عادة ما تسرب الراشح غير المعالج إلى مخزون المياه الجوفية الكامن أسفل المقالب. وهذا يُعتبر خطرًا بيئيًا ومسؤولية قانونية على حد سواء. وفي الولايات المتحدة، فإن غرامات وكالة الحماية البيئية يمكن أن ترهق الاقتصاد المحلي لمدة تصل إلى 30 عامًا بعد غلق الموقع. وتنقيب مقلب النفايات بوضع بطانة آمنة يعتبر ملاذًا أخيرًا ولكنه ضروري.
وفى حالة الضرورة القصوى ونتيجة تغيرات تراها الدولة بإعادة استخدام مواقع التخلص من النفايات سواء الخطرة أو غير الخطرة وتريد ان تقوم بنقل المخلفات إلى موقع أخر فيجب أن يتم عمل دراسات بيئية متكاملة للموقع قبل البدء فى التنفيذ وانشاء مدفن صحي أخر لاستقبال النفايات المنقولة غليها مع أخذ كافة الإجراءات الضرورية أثناء عمليات النقل نظراً لأن إعادة فتح مثل هذه المواقع خطورتها كبيرة ويجب ان يتم بعد النقل التخلص الآمن منها واغلاق الموقع بطريقة آمنة.

## الأدوات والآلات
تُعتبر آلات التنقيب المختلفة من مكونات العملية. واستنادًا إلى تعقيد العملية، يمكن استخدام المزيد أو القليل من الآلات. ويتم نقل الآلات بسهولة على شاحنات من موقع إلى موقع. وتتم إضافة الآلات التالية حسب زيادة تعقيد عملية التنقيب:
- الحفارات
- سيور ناقلة أرضية وسيور ناقلة للمصاعد
- غربال دوار للمواد الخشنة، غربال للحجارة
- غربال دوار للمواد الناعمة
- المغناطيس
- شاحن (لودر) أمامي
- بخاخ للتحكم في الرائحة

## آليات التنقيب
يقوم الحفار أو الشاحن الأمامي بكشف المواد المطمورة في مقلب النفايات ووضعها على سير ناقل أرضي لنقلها إلى آلات الفرز. ويُستخدم غربال الحجارة لفصل المواد حسب حجمها. ويقوم الغربال الكبير أولاً بفصل مواد مثل الأجهزة والأقمشة. ثم يقوم غربال أصغر حجمًا بفرز مواد التربة بيولوجية التحلل عن المواد غير القابلة للتحلل البيولوجي والمواد القابلة لإعادة التدوير لجمعها.
ويُستخدم مغناطيس كهربائي لإزالة المواد الحديدية من كتلة النفايات أثناء مرورها على السير الناقل.
ويُستخدم الشاحن الأمامي لنقل المواد المصنفة إلى الشاحنات لمزيد من المعالجة.
إن بخاخات التحكم في الرائحة هي جرارات ذات عجلات وبها مقصورة قيادة وذراع بخ متحرك مثبت على منصة دوارة. ويوجد خزان كبير مثبت خلف المقصورة به عوامل تحييد، عادة في شكل سائل، للحد من رائحة النفايات المكشوفة.

## سير العمل
تقوم الحفارات بحفر النفايات ونقلها بمساعدة الشاحنات (اللودر) ووضعها على السير الناقل المصعدي والأرضي. وتقوم السيور الناقلة بتفريغ الحمولة في غربال حجارة دوار خاص بالمواد الخشنة. وتسمح الفتحات الكبيرة الموجودة في الغربال بمرور معظم النفايات والاحتفاظ بالمواد الضخمة غير القابلة للمعالجة. وتتم إزالة النفايات الضخمة من داخل الغربال. ويقوم غربال الحجارة الخاص بالمواد الخشنة بالتفريغ في الغربال الدوار الخاص بالمواد الرقيقة. ويسمح الغربال الدوار الخاص بالمواد الرقيقة بمرور أجزاء التربة، ويحتفظ بالمواد متوسطة الحجم غير القابلة للتحلل البيولوجي والقابلة لإعادة التدوير في معظمها. وتتم إزالة المواد من الغربال. ويتم وضع هذه المواد على سير ناقل ثانٍ، حيث يقوم مغناطيس كهربائي بإزالة أي مواد حديدية. واستنادًا إلى مستوى استرداد الموارد، يمكن وضع المواد على مصنف هوائي يقوم بفصل المواد العضوية الخفيفة عن المواد العضوية الثقيلة. ثم يتم تحميل المواد المفصولة، بواسطة اللودر، على شاحنات لمزيد من المعالجة أو لبيعها. ويمكن إجراء مزيد من المعالجة في الموقع إذا كانت منشآت المعالجة بعيدة جدًا يصعب تحمل تكاليف نقلها.